# Anolis allisoni
Anolis allisoni este o specie de șopârle din genul Anolis, familia Polychrotidae, descrisă de Thomas Barbour în anul 1928. Conform Catalogue of Life specia Anolis allisoni nu are subspecii cunoscute.